# 定山镇
定山镇，是中华人民共和国江西省九江市彭泽县下辖的一个乡镇级行政单位。

## 行政区划
定山镇下辖以下地区：
日光社区、响山村、定山村、春光村、响水村、东明村、联塘村、莲畈村、东光村和棉洲村。